# سیگما ارابه‌ران
سیگما ارابه‌ران یک ستاره است که در صورت فلکی ارابه‌ران قرار دارد.